# Булатов, Олег Георгиевич
Олег Георгиевич Булатов (род. 1937) — специалист в области электроники, доктор технических наук, профессор, заведующий кафедрой промышленной электроники Московского энергетического института (1992—1998).

## Биография
Олег Георгиевич Булатов родился в 1937 году.
После окончания Харьковского политехнического института работал по распределению на промышленных предприятиях страны. С 1959 по 1965 год работал в проектно-экспериментальном отделе Украинского государственного института «Тяжпромэлектропроект», где занимался разработкой вентильных преобразователей для электроприводов прокатных станов металлургических заводов, вел пусконаладочные работы на металлургических заводах в Череповце, Кривом Роге, Запорожье, Мариуполе. Разработал систему сеточного управления ртутными преобразователями, внедренную на заводе Уралэлектроаппарат и Запорожском электроаппаратном заводе.
Используя полупроводниковые тиристоры, разработал мощные тиристорные преобразователи БУК 50/500, которые заменили ртутные выпрямители.
Учился в заочной, а с 1966 года — в очной аспирантуре Московского энергетического института на кафедре промышленной электроники. В 1967 году защитил кандидатскую диссертацию.
С 1967 года работал в г. Зеленограде в Конструкторском бюро интенсивных источников света (ИБИС), по совместительству работал на кафедре промышленной электроники в МЭИ. В КБ ИВИС под его руководством разрабатывались устройства электропитания газоразрядных ламп разной мощности. С 1971 года стал штатным сотрудником кафедры промышленной электроники.
Область научных интересов: разработка схем преобразователей МГД-генератора и экспериментально, преобразователи электроэнергии для атомных реакторов, для приводов электромобиля АвтоВАЗ. По заказу ВНИИ сварочной технологии под его руководством были созданы мощные преобразователи электроэнергии для сварочных установок, используемых для сварки труб большого диаметра.
О. Г. Булатов имеет 150 патентов на изобретения, является автором около 150 научных статей, включая 7 монографий. В 1985 году защитил докторскую диссертацию, получил ученую степень доктора технических наук и звание профессора кафедры. Под научных руководством О. Булатова было защищено 15 кандидатских диссертаций 15 отечественных и зарубежных аспирантов.
О. Г. Булатов в разное время был председателем Научно-методического совета по промышленной электронике Госкомвуза РФ, членом оргкомитета ежегодной Европейской конференции по силовой электронике и интеллектуальному движению, членом Английского института инженеров-электриков, Академии электротехнических наук РФ, ученых советов МЭИ, ВНИИ, ВНИИЭ, членом редакции журнала «Электричество».

## Труды
- Тиристорно-конденсаторные преобразователи./ О. Г. Булатов, А. И. Царенко. — Москва : Энергоиздат, 1982.
- Тиристорно-конденсаторные источники питания для электротехнологии. / О. Г. Булатов, А. И. Царенко, В. Д. Поляков. Москва: Энергоатомиздат, 1989.
- Тиристорные схемы включения высокоинтенсивных источников света. / О. Г. Булатов, В. С. Иванов, Д. И. Панфилов; предисл. И. Л. Каганова. Москва: Энергия, 1975.